# Größnitz
Größnitz ist ein Ortsteil der Gemeinde Balgstädt im Burgenlandkreis in Sachsen-Anhalt.

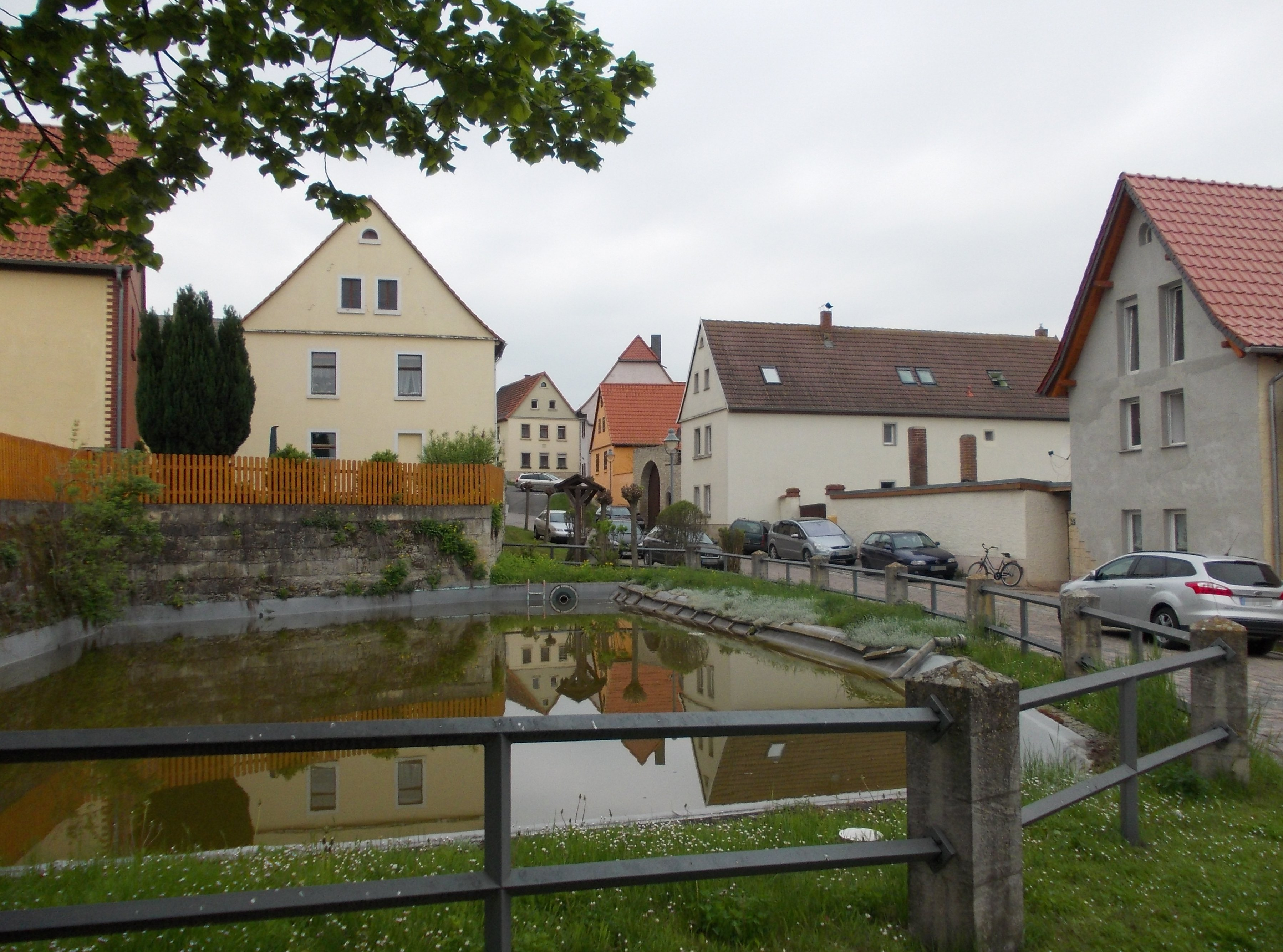
Am Teich in Größnitz

## Geografie
Größnitz liegt zwischen Halle (Saale) und Weimar.
Zur ehemaligen Gemeinde Größnitz zählte der Ortsteil Städten.

## Geschichte
Größnitz und Städten gehörten bis 1815 zum wettinischen, später kursächsischen Amt Freyburg. Durch die Beschlüsse des Wiener Kongresses kamen sie zu Preußen und wurden 1816 dem Kreis Querfurt im Regierungsbezirk Merseburg der Provinz Sachsen zugeteilt, zu dem sie bis 1944 gehörten.
Am 20. Juli 1950 wurde die bis dahin eigenständige Gemeinde Städten eingegliedert.
Größnitz wurde am 1. Juli 2009 in die Gemeinde Balgstädt eingemeindet.

## Politik

### Wappen
Blasonierung: „In Silber eine grüne Lilie in der Toröffnung einer durchgehenden, oben anstoßenden schwarzgefugten roten Mauer auf mit einer gebogenen silbernen Leiste belegtem gewölbten grünen Schildfuß.“
Die Wappensymbole gründen sich auf mehrere ortstypische Besonderheiten. Das sind die vielfach zu den Gehöften gehörenden hohen steinernen Torbögen, die im Wappen durch eine gefugte Mauer symbolisiert werden. In der Toröffnung befindet sich die heraldische Lilie – nicht als Symbol der Reinheit und Unschuld, wie oft üblich –, sondern real bezogen auf die in der Region um Größnitz häufig vorkommenden wilden Orchideen. Die Tatsache, dass Größnitz und sein Ortsteil Städten auf einem Berg liegen wird durch den mit einer gebogenen silbernen Leiste belegtem gewölbten grünen Schildfuß angezeigt. Das Wappen wurde 2006 vom Kommunalheraldiker Jörg Mantzsch gestaltet und ins Genehmigungsverfahren geführt.
Die Farben des Ortes sind Grün - Weiß.

## Wirtschaft und Infrastruktur

### Verkehr
Nördlich des Ortes verläuft die Bundesstraße 176, die von Weißenfels nach Sömmerda führt.